# Iyad Allawi

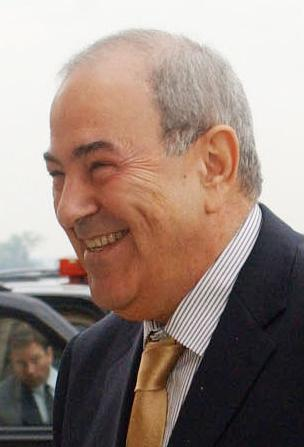
Iyad Allawi

Iyad Allawi (arabisch إياد علاوي, DMG Iyād ʿAllāwī‎; * 31. Mai 1944  in Bagdad) ist ein irakischer Politiker. Er war Mitglied der Übergangsregierung, die nach dem Dritten Golfkrieg und dem Einmarsch der durch die USA geführten Truppen unter deren Protektion eingesetzt wurde. Seit dem 10. Oktober 2016 ist er einer der drei Vizepräsidenten des Irak.

## Leben
Allawi ist säkularer schiitischer Muslim und Neurologe und war unter Saddam Hussein Mitglied der Baath-Partei. Sein Großvater war 1932 an den Unabhängigkeitsverhandlungen mit Großbritannien beteiligt. Der Sohn einer wohlhabenden und angesehenen schiitischen Händlerfamilie studierte an der Universität Bagdad Medizin. 1970 verließ er den Irak und ging nach London. Dort studierte er an der University of London und erhielt den 1976 den Master of Science, drei Jahre später promovierte er. Im Londoner Exil gründete er die Partei Iraqi National Accord (INA). Diese Organisation stützt sich hauptsächlich auf ehemalige Militärangehörige, die sich aus dem Irak des Saddam Hussein abgesetzt hatten. 1978 überlebte Allawi einen Anschlag in London, der Agenten Saddams zugeschrieben wird. Als einer der ersten irakischen Dissidenten unterhielt Allawi Verbindungen zur CIA und zum MI6.
Seit 2003 zahlte Allawi prominenten Lobbyisten in Washington, D.C. und New Yorker PR-Beratern mehr als 300.000 US-Dollar, um Kontakt zu Entscheidungsträgern und Journalisten zu erhalten. Diese Gelder wurden durch seinen Vertrauten im Vereinigten Königreich, Maschal Nawab, übergeben.
Am 28. Mai 2004 wurde Allawi durch den Rat zum Übergangs-Premierminister nominiert, um den Irak nach der Machtübergabe durch die Vereinigten Staaten bis zu den Wahlen Ende 2005 zu leiten. Am 1. Juni stellte er die 26 voraussichtlichen Mitglieder seiner Regierung vor, von denen einige schon dem Übergangsrat angehört hatten. Für gewisse Kontinuität standen u. a. der Außenminister Hoshyar Zebari (Kurde) und der Ölminister Thamir Abbas Ghadban.
Nach den Memoiren von Talib Schabib begann die politische Karriere Allawis um 1963 als Attentäter. Diese Memoiren wurden 1999 durch Ali Karim Said Abdullah al-Khafaji, einen irakischen Aktivisten und Historiker, veröffentlicht.
Am 19. oder 20. Juni 2004 soll Allawi sechs mutmaßliche Aufständische in der Polizeistation von al-Amariyya mit eigener Hand erschossen haben, um der Polizei gegenüber Härte zu demonstrieren. Allawi streitet dies ab.
Im Vorfeld eines Staatsbesuches von Allawi in Berlin wurden am 3. Dezember 2004 von Anti-Terror-Einheiten mehrere Personen festgenommen. Ihnen wird von den deutschen Ermittlungsbehörden die Vorbereitung eines Bombenanschlags vorgeworfen. Diese Mitglieder der radikal-islamischen Vereinigung Ansar al-Islam, unter anderen Rafik Yousef, wurden am 15. Juli 2008 vom Oberlandesgericht Stuttgart nach zweijähriger Verhandlungsdauer mit 141 Verhandlungstagen zu langjährigen Haftstrafen verurteilt.
Das Parteienbündnis Irakische Liste (Iraqi List), das er in die Wahl führte und dem auch seine Partei INA angehört, wurde vor den ersten freien Wahlen des Iraks nach der Saddam-Ära finanziell und politisch von den USA unterstützt, und wurde bei den Wahlen vom 30. Januar 2005 mit 14 % drittstärkste Kraft. Die Partei erhielt im 275 Sitze großen Parlament 40 Sitze. Allawi lehnte es von Anfang an ab, Minister zu werden, sondern wollte lieber Parlamentsabgeordneter sein. Das machte jedoch keinen Unterschied, da die Verhandlungen zwischen seiner Partei und den beiden Wahlsiegern, der Vereinigten Irakischen Allianz und der Demokratische Patriotische Allianz Kurdistans scheiterten und seine Partei komplett in die Opposition ging. Im kürzlich gebildeten Parlamentsausschuss zur Bildung einer neuen irakischen Verfassung ist die Irakische Liste jedoch in einem dem Wahlergebnis entsprechenden Verhältnis vertreten.
Bekannt wurde der Öffentlichkeit Allawis Klage über die katastrophale Menschenrechtslage im Irak. Die Verstöße seien 2005 ähnlich schlimm wie unter dem Regime des gestürzten Diktators Saddam Hussein. „Die Leute tun dasselbe wie zu Saddams Zeiten und schlimmer“, so Allawi zum britischen „Observer“.
Bei den irakischen Parlamentswahlen 2010 ging Allawi knapp als Sieger hervor. Das von ihm geleitete überkonfessionelle Bündnis Irakija kam auf 91 Sitze.